# Чемпіонат Європи з самбо 1996
XV чемпіонат Європи з самбо 1996 року пройшов 23-25 квітня в югославському місті Аранджеловац.

## Медалісти

### Чоловіки
| Вагова категорія | Золото                       | Срібло                     | Бронза                                                 |
| ---------------- | ---------------------------- | -------------------------- | ------------------------------------------------------ |
| до 52 кг         | Микола Ципандін Білорусь     | Схатбій Альхаов Росія      | Фірудін Мусаєв Росія Юрій Карамазінський Україна       |
| до 57 кг         | Сергій Матюков Росія         | В'ячеслав Стоянов Болгарія | Микола Афанасьєв Україна Овік Манукян Вірменія         |
| до 62 кг         | Яким Ранков Болгарія         | Бадрі Джаніашвілі Грузія   | Андрій Трубчик Білорусь Василь Угольников Росія        |
| до 68 кг         | Ашот Маркарян Росія          | Руслан Диптан Україна      | Гагік Казарян Вірменія Віталій Скачок Білорусь         |
| до 74 кг         | Шахмураз Касумов Азербайджан | Павло Перепіцай Білорусь   | Олександр Куспіш Україна Микола Ігрушкін Росія         |
| до 82 кг         | Гусейн Хайбулаєв Росія       | Вітаутас Гушаускас Литва   | Юрій Сеножацький Білорусь Рікардо Екарт Іспанія        |
| до 90 кг         | Сергій Лоповок Росія         | Іван Гамкіташвілі Грузія   | Анатолій Дрога Україна Карен Матевосян Вірменія        |
| до 100 кг        | Мовлуд Міралієв Азербайджан  | Сергій Алеханов Татарстан  | Ростислав Борисенко Україна Мурат Озов Росія           |
| понад 100 кг     | Мурат Хасанов Росія          | Милорад Чович              | Володимир Ємельянов Білорусь Віорель Мерінеску Молдова |

### Жінки
| Вагова категорія | Золото                  | Срібло                  | Бронза                                    |
| ---------------- | ----------------------- | ----------------------- | ----------------------------------------- |
| до 48 кг         | С. Комарова Росія       | А. Бояджиєва Болгарія   | У. Гадініна Україна С. Оліте Іспанія      |
| до 52 кг         | Вікторія Волотова Росія | Е. Цветкова Болгарія    | Т. Барилова Білорусь Г. Геворкян Вірменія |
| до 56 кг         | Л. Матієвська Україна   | Л. Бознат Молдова       | С. Новикова Росія Л. Шарпніцкене Литва    |
| до 60 кг         | С. Ожеркіна Росія       | О. Кукамкова Білорусь   | А. Бідар Іспанія Надія Покора Україна     |
| до 64 кг         | А. Польова Молдова      | Раса Цеханавічюте Росія | І. Богачова Литва Н. Огненович            |
| до 68 кг         | С. Селіханова Білорусь  | Е. Медведєва Росія      | У. Вучкович Г. Іванова Болгарія           |
| до 72 кг         | Юлія Кузіна Росія       | Е. Рибалкіна Україна    | Г. Савенкова Білорусь А. Купрій Литва     |
| до 80 кг         | О. Волтенкова Росія     | А. Довідайтіте Литва    | Д. Іскрева Болгарія І. Ломоносова Україна |
| понад 80 кг      | С. Буряк Україна        | Г. Рибалко Росія        | М. Арменкова Болгарія                     |

## Командний залік
| Місце | Країна      | Золото | Срібло | Бронза | Всього |
| 1     | Росія       | 11     | 3      | 4      | 18     |
| 2     | Україна     | 2      | 3      | 8      | 12     |
| 3     | Білорусь    | 2      | 2      | 6      | 10     |
| 4     | Азербайджан | 2      | 0      | 1      | 3      |
| 5     | Болгарія    | 1      | 3      | 3      | 7      |
| 6     | Грузія      | 1      | 1      | 0      | 2      |
| 7     | Литва       | 0      | 2      | 3      | 5      |
| 8     | Молдова     | 0      | 2      | 1      | 3      |
| 9     | Югославія   | 0      | 1      | 2      | 3      |
| 10    | Татарстан   | 0      | 1      | 0      | 1      |
| 11    | Вірменія    | 0      | 0      | 4      | 4      |
| 12    | Іспанія     | 0      | 0      | 3      | 3      |